# تشونغ هونج-وون
تشونغ هونج-وون هو محامي وسياسي كوري جنوبي، ولد في 9 أكتوبر 1944 في محافظة هادونغ في كوريا الجنوبية. نشط حزبياً في الحزب الوطني الكبير. وقد انتخب رئيس وزراء كوريا الجنوبية.